# Anita Mártonová
Anita Mártonová (maďarsky Márton Anita, * 15. ledna 1989 Szeged) je maďarská atletka, která se specializuje na vrh koulí, halová mistryně Evropy v této disciplíně v letech 2015 a 2017.

## Sportovní kariéra
Jejím prvním medailovým úspěchem na mezinárodních soutěžích byla bronzová medaile ve vrhu koulí na evropském šampionátu v Curychu v roce 2014. Zde si také vytvořila osobní rekord na venkovním hřišti výkonem 19,04 m. V roce 2015 získala titul halové mistryně Evropy ve vrhu koulí na šampionátu v Praze. V soutěži zvítězila svým nejlepším halovým výkonem 19,23 m. Tento titul obhájila na následujícím halovém evropském šampionátu v Bělehradě o dva roky později. V olympijském finále koulařek v Rio de Janieru v roce 2016 vybojovala bronzovou medaili.
V březnu 2018 se stala halovou mistryní světa ve vrhu koulí.